# Feuer-Ahorn
Der Feuer-Ahorn oder Amur-Ahorn (Acer tataricum subsp. ginnala) ist eine Unterart der Pflanzenart Tatarischer Steppen-Ahorn (Acer tataricum) aus der Gattung der Ahorne (Acer) in der Familie der Seifenbaumgewächse (Sapindaceae). In den gemäßigten Breiten wird er als Zierpflanze in Parks und Gärten verwendet.

## Beschreibung

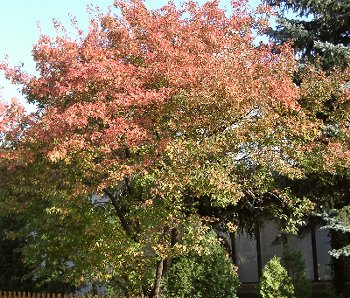
Habitus

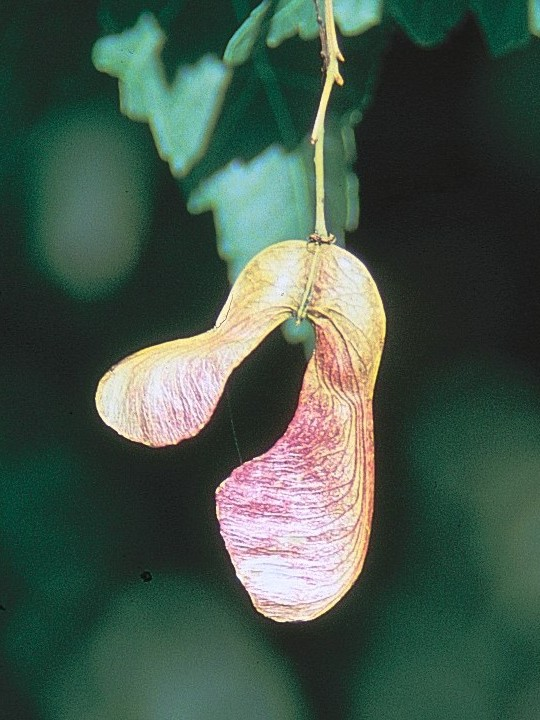
Die zwei Nussfrüchte in typischen Winkel zueinander

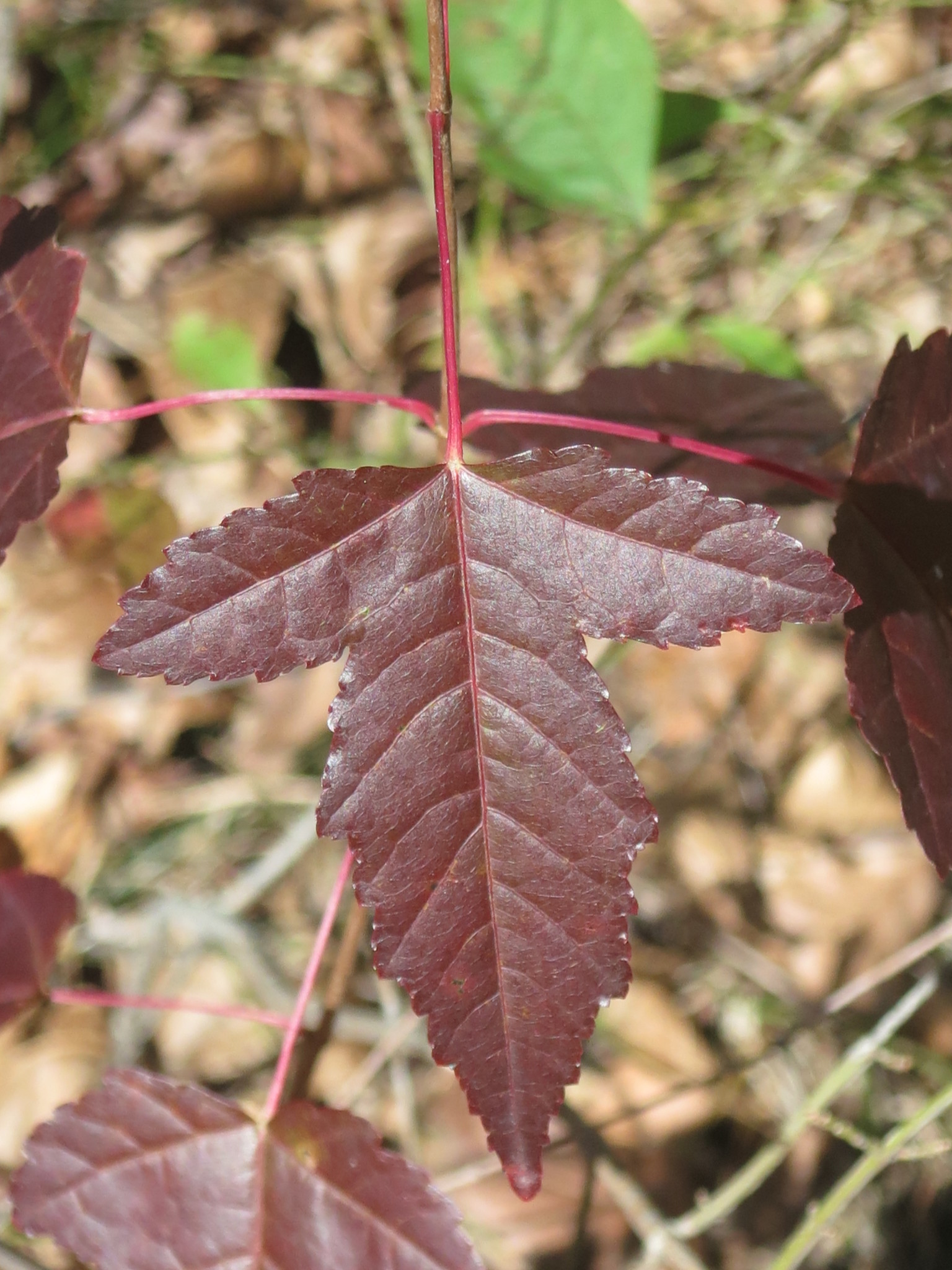
Gestieltes, gelapptes Laubblatt im Herbst

### Vegetative Merkmale
Beim Feuer-Ahorn handelt es sich um einen klein bleibenden Baum oder Strauch, der Wuchshöhen von 3 bis 5 Metern, selten auch bis 15 Metern erreicht. Er wächst locker aufrecht mit ausladenden Hauptästen und meist dünneren Zweigen, oft wächst er mehrstämmig. Die Rinde der Zweige sind sonnenseits rotbraun und ab dem zweiten Jahr wird sie hellbraun und später grau.
Die gegenständigen an den Zweigen angeordneten Laubblätter sind in Blattstiel und Blattspreite gegliedert. Die Blattspreite ist bei einer Länge von 6 bis 10 Zentimetern sowie einer Breite von 4 bis 6 Zentimetern im Umriss elliptisch-länglich und drei- bis fünflappig. Der Mittellappen ist am längsten; die Lappenränder sind gesägt. Die Blattoberseiten sind glänzend dunkelgrün, die Unterseiten hellgrün. Der Laubaustrieb ist im Frühling hellgelb, im Sommer oft rot. Die Herbstfärbung ist leuchtend rot und setzt bereits früh ein.

### Generative Merkmale
Der etwa 6 Zentimeter große, kahle, aufrechte, schirmtraubige Blütenstand enthält etwa 50 Blüten. Die Blüte duftet. Die weiß-gelbe Blüte ist radiärsymmetrisch und fünfzählig mit doppelter Blütenhülle.
Die Nussfrucht ist mit dem kahlen, durchscheinenden Flügel insgesamt 2,5 bis 3 Zentimeter lang. Die Flügel stehen spitzwinklig bis parallel zueinander.
Die Chromosomenzahl beträgt 2n = 26.

## Verbreitung
Der Feuer-Ahorn ist in Russlands Fernem Osten, in Japan, Korea, in der Mongolei, in der Inneren Mongolei und in den chinesischen Provinzen Gansu, Hebei, Heilongjiang, Henan, Jiangsu, Jiangxi, Jilin, Liaoning, Ningxia, Shaanxi, Shandong sowie Shanxi verbreitet.

## Systematik
Die Erstbeschreibung erfolgte 1857 als Art Acer ginnala Maxim. durch Karl Johann Maximowicz in Bulletin de la Class Physico-Mathematique de l'Academie Imperiale des Sciences de Saint-Pétersbourg, 15, S. 126. Den Rang einer Unterart Acer tataricum subsp. ginnala (Maxim.) Wesm. hat Alfred Wesmael 1890 in Bulletin de la Société Royale de Botanique de Belgique, 29, S. 31 veröffentlicht.
In der Literatur wird sie sowohl im Rang einer Art oder als Unterart gelistet.
Die Art Acer ginnala ist Typusart der Sektion Acer sect. Ginnala in der Gattung Acer.

## Einzelnachweise

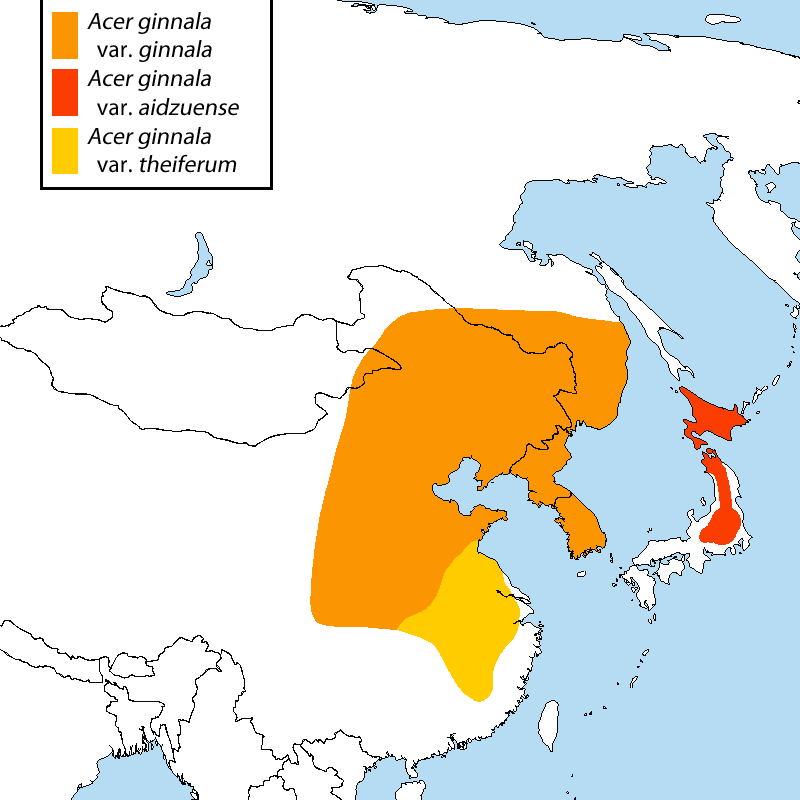
Verbreitungsgebiet